# Justas Paleckis
Justas Paleckis (ur. 22 stycznia 1899 w Telszach, zm. 26 stycznia 1980 w Wilnie) – litewski polityk, pisarz, tłumacz i dziennikarz. W 1940 pełnił jednocześnie obowiązki premiera i prezydenta Litwy. W latach 1940–1967 był przewodniczącym Prezydium Rady Najwyższej Litewskiej Socjalistycznej Republiki Radzieckiej. Bohater Pracy Socjalistycznej.

## Życiorys

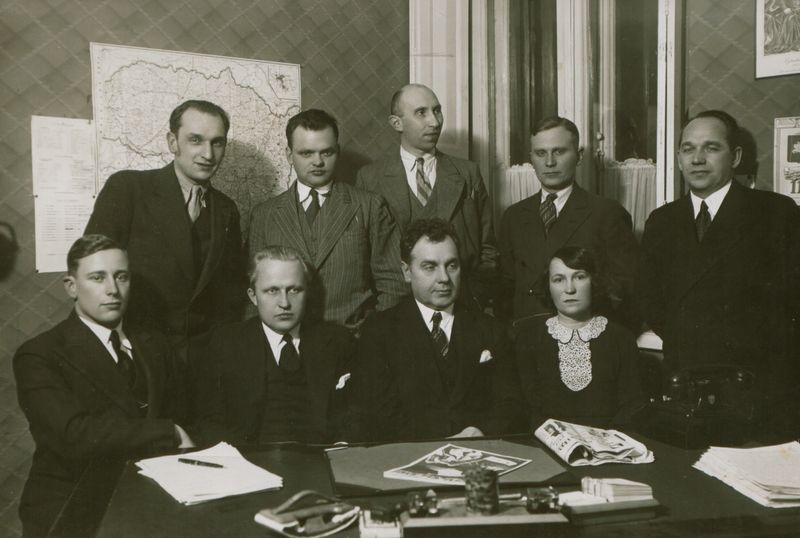
Litewski Związek Dziennikarzy w 1932. Siedzący od lewej: Vincas Rastenis, Edvardas Turauskas. Juozas Purickis (przewodniczący), Jonė Gerulaitytė. Stojący od lewej: Justas Paleckis, Augustinas Gricius, Jonas Kardelis, Vincas Kemežys, Antanas Bružas

Urodził się w rodzinie kowala. W latach 1919–1922 pracował jako tłumacz w Rydze. Potem pracował dla litewskiej misji wojskowej na Łotwie. Jednocześnie w latach 1920–1922 był szefem działu litewskiej agencji telegraficznej Elta w Rydze. Od 1922 do 1926 był nauczycielem w litewskiej szkole podstawowej w Rydze. W latach 1926–1927 sprawował stanowisko dyrektora Agencji Telegraficznej Elta w Kownie. Zwolniony z funkcji został w następstwie wojskowego zamachu stanu.
W latach 1926–1928 studiował na Wydziale Humanistycznym Uniwersytetu Litewskiego w Kownie. W latach 1927–1939 pracował jako dziennikarz i korespondent zagraniczny prasy łotewskiej. W latach 1929–1936 był przewodniczącym Litewskiego Związku Młodzieży. Należał do Litewskiego Związku Dziennikarzy.

Miał lewicowe poglądy. W 1931 nawiązał kontakt z działaczami Komunistycznej Partii Litwy. Nie wstąpił do tego ugrupowania, ale wspierał jego działania. W 1933 odbył podróż do Związku Radzieckiego, której owocem stała się wychwalająca tamtejsze stosunki książka pt. Związek Radziecki w naszych oczach. Od 1937 był członkiem Komitetu Antyfaszystowskiego w Kownie. W latach 1937–1938 wydał na Litwie trzytomową biografię cara Mikołaja II pt. Ostatni car.

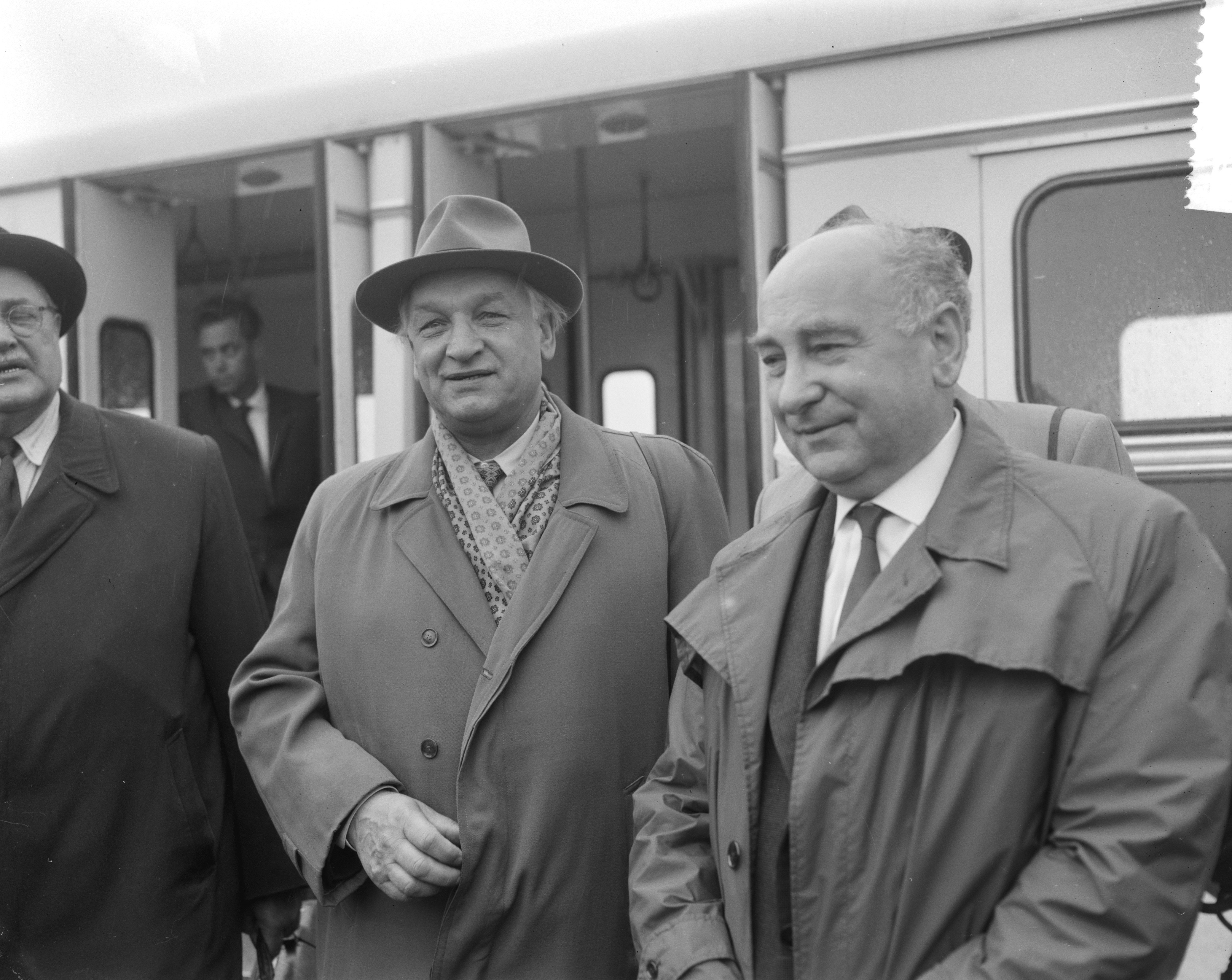
Justas Paleckis i Pantelejmon Ponomarienko w 1961

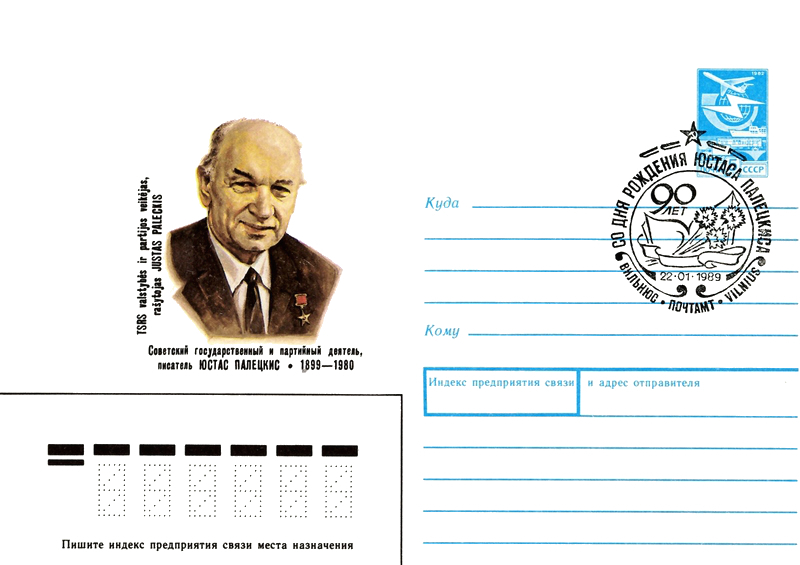
Koperta pocztowa FDC z wizerunkiem Paleckisa z 1988

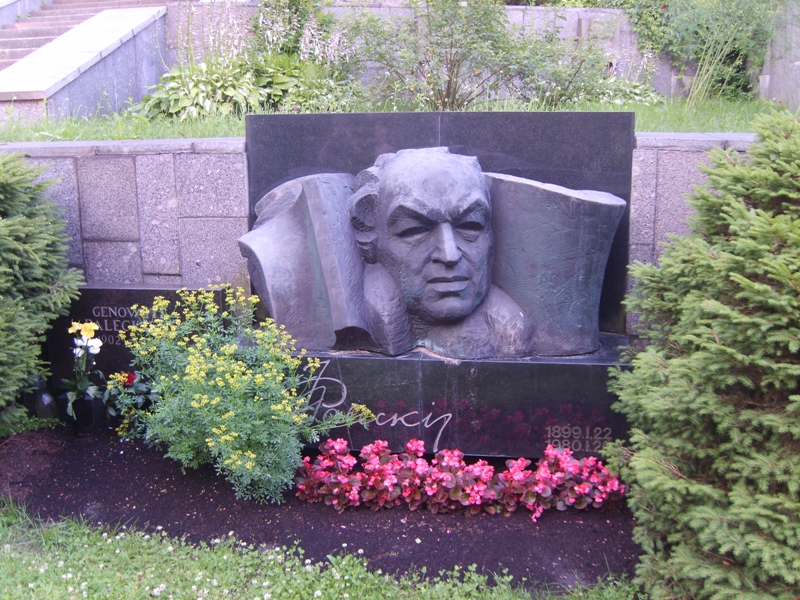
Grób i symboliczny pomnik Justasa Paleckisa na cmentarzu na Antokolu w Wilnie

Po włączeniu jesienią 1939 Wileńszczyzny w granice Litwy wystąpił z oficjalnymi podziękowaniami do władz Związku Radzieckiego. Wtedy też publicznie zażądał dymisji prezydenta Litwy Antanasa Smetony, za co został umieszczony w więzieniu w Dimitravie a później przymusowo deportowany na Łotwę. Wiosna 1940 wrócił do kraju i osiadł w Kiejdanach. 17 czerwca 1940 objął jednocześnie urząd premiera i prezydenta Litwy. W sierpniu 1940 był członkiem litewskiej delegacji, która poprosiła władze radzieckie w Moskwie o włączenie Litwy w skład ZSRR jako republiki związkowej. W tym samym miesiącu Paleckis został członkiem Komunistycznej Partii Litwy. W latach 1941–1944 w czasie okupacji niemieckiej Litwy przebywał na terenie ZSRR.
W latach 1940–1967 sprawował funkcję deputowanego i przewodniczącego Prezydium Rady Najwyższej Litewskiej Socjalistycznej Republiki Radzieckiej. Jako polityk został jednak de facto odsunięty na boczny tor – realna władza w kraju należała wówczas do I sekretarza KPL. W latach 1941–1966 pełnił również funkcję zastępcy przewodniczącego Prezydium Rady Najwyższej ZSRR. W latach 1966–1970 był przewodniczącym Rady Narodowości Rady Najwyższej ZSRR. Został delegatem na XIX, XX, XXI, XXII oraz XXIII zjazd KPZR. Od 1952 do 1971 był członkiem Komitetu Centralnego KPZR.
Paleckis był przeciwnikiem specjalnych uprawnień dla mniejszości polskiej na Wileńszczyźnie. W 1950 głosował przeciwko przyjęciu uchwały Komitetu Centralnego Komunistycznej Partii Litwy o środkach poprawy pracy wśród ludności polskiej w Litewskiej SRR.
W 1970 przeszedł na emeryturę i wycofał się z aktywnej działalności politycznej. Mieszkał w Wilnie. W 1974 wydał wspomnienia. Pochowany został na cmentarzu na Antokolu w Wilnie.

## Ordery i odznaczenia
- Złoty Medal „Sierp i Młot” Bohatera Pracy Socjalistycznej (22 stycznia 1969)[1]
- Order Lenina (sześciokrotnie – 8 kwietnia 1947, 21 stycznia 1949, 20 lipca 1950, 5 kwietnia 1958, 1 października 1965 i 22 stycznia 1969)
- Order Rewolucji Październikowej (19 stycznia 1979)
- Order Wojny Ojczyźnianej I klasy (2 lipca 1945)
- Order Przyjaźni Narodów (21 stycznia 1974)
- Medal „Za pracowniczą dzielność” (25 grudnia 1959)

## Upamiętnienie
W 1988 poczta ZSRR wydała kopertę FDC z jego podobizną.

## Życie prywatne
Jego synem jest polityk Justas Vincas Paleckis, poseł na Sejm Republiki Litewskiej, w latach 2002–2004 wiceminister spraw zagranicznych Litwy oraz deputowany do Parlamentu Europejskiego VI oraz VII kadencji. Z kolei jego syn, Algirdas Paleckis, także jest działaczem politycznym.